# Unihockey-Weltmeisterschaft 2016
Die Endrunde der 11. Unihockey-Weltmeisterschaft der Herren wurde vom 3. bis 11. Dezember 2016 in Riga, Lettland, ausgetragen.

## Veranstaltungsort
Die Spiele der Unihockey-Weltmeisterschaft 2016 fanden in Riga in der Arena Riga und dem Olympia-Sportzentrum Riga statt.
| \| Riga \| |
| Riga       |

| Riga |

## Qualifikation
Insgesamt nahmen 32 Mannschaften an den kontinentalen Qualifikationsrunden teil. Die Qualifikationsturniere wurden zwischen 2. und 14. Februar 2016 ausgetragen. Die 16 Plätze für die Endrunde wurden wie folgt vergeben:
- Europa: 11 Teilnehmer (inkl. Gastgeber Lettland)
- Amerika: 2 Teilnehmer
- Asien und Ozeanien: 3 Teilnehmer

### Teilnehmer
Gastgeber Lettland ist automatisch qualifiziert.
| 11 aus Europa       | Lettland   | Schweden           | Slowakei    | Finnland | Estland    |
| inklusive Gastgeber | Dänemark   | Schweiz            | Deutschland | Polen    | Tschechien |
|                     | Norwegen   |                    |             |          |            |
| 2 aus Amerika       | Kanada     | Vereinigte Staaten |             |          |            |
| 3 aus Asien         | Australien | Singapur           | Thailand    |          |            |

## Modus
Es wurde in vier Gruppen à vier Teams gespielt. In Gruppe A und B spielten hierbei die acht in der Weltrangliste am besten platzierten Teilnehmer, in den Gruppen C und D die restlichen Teams. Die Auslosung der Teams in die Gruppen erfolgte nach folgendem Schema.
|  | Direkt für das Viertelfinale qualifiziert |
|  | Für Playoff-Runde qualifiziert            |

| Gruppe A  | Gruppe B  | Gruppe C    | Gruppe D    |
| --------- | --------- | ----------- | ----------- |
| Platz 1–4 | Platz 1–4 | Platz 9–12  | Platz 9–12  |
| Platz 1–4 | Platz 1–4 | Platz 9–12  | Platz 9–12  |
| Platz 5–8 | Platz 5–8 | Platz 13–16 | Platz 13–16 |
| Platz 5–8 | Platz 5–8 | Platz 13–16 | Platz 13–16 |

Die beiden Erstplatzierten der Gruppen A und B qualifizierten sich nach der Gruppenphase direkt für das Viertelfinale, die Dritt- und Viertplatzierten spielten eine Playoff-Runde gegen die beiden Erstplatzierten der Gruppen C und D. Die Sieger dieser Playoff-Runde qualifizierten sich ebenfalls für das Viertelfinale.

## Auslosung
Die Auslosung der Gruppenphase der Endrunde fand am 9. April 2016 in Riga statt.
Die Teams wurden gemäß ihrer Platzierung in der Weltrangliste in vier Töpfe aufgeteilt. (In Klammern die aktuelle Position.)
| Topf 1         | Topf 2          | Topf 3                  | Topf 4          |
| -------------- | --------------- | ----------------------- | --------------- |
| Schweden (1)   | Lettland (5)    | Slowakei (9)            | Polen (14)      |
| Finnland (2)   | Norwegen (6)    | Vereinigte Staaten (10) | Australien (16) |
| Schweiz (3)    | Deutschland (7) | Dänemark (12)           | Singapur (18)   |
| Tschechien (4) | Estland (8)     | Kanada (13)             | Thailand (35)   |

Die Mannschaften wurden nacheinander beginnend mit Topf 4 aus den Töpfen gezogen. Die Mannschaften aus Topf 3 und 4 wurden alternierend auf Gruppe C und D verteilt, die Mannschaften der Töpfe 1 und 2 auf Gruppe A und B. Die Auslosung ergab folgende Gruppen.
| Gruppe A    | Gruppe B   | Gruppe C   | Gruppe D           |
| ----------- | ---------- | ---------- | ------------------ |
| Estland     | Norwegen   | Australien | Thailand           |
| Deutschland | Lettland   | Polen      | Singapur           |
| Finnland    | Schweden   | Slowakei   | Vereinigte Staaten |
| Schweiz     | Tschechien | Dänemark   | Kanada             |

## Gruppenspiele

### Gruppe A
| Platz | Land        | Sp | S | U | N | +  | -  | Pkt |
| ----- | ----------- | -- | - | - | - | -- | -- | --- |
| 1.    | Finnland    | 3  | 3 | 0 | 0 | 28 | 8  | 6   |
| 2.    | Schweiz     | 3  | 2 | 0 | 1 | 23 | 13 | 4   |
| 3.    | Estland     | 3  | 0 | 1 | 2 | 13 | 24 | 1   |
| 4.    | Deutschland | 3  | 0 | 1 | 2 | 10 | 31 | 1   |

| Estland | 4 | – | 8 | Schweiz | 3. Dezember 2016 | Arena Riga, Riga |

| Deutschland | 1 | – | 12 | Finnland | 3. Dezember 2016 | Arena Riga, Riga |

| Deutschland | 6 | – | 6 | Estland | 4. Dezember 2016 | Arena Riga, Riga |

| Finnland | 6 | – | 4 | Schweiz | 4. Dezember 2016 | Arena Riga, Riga |

| Finnland | 10 | – | 3 | Estland | 5. Dezember 2016 | Arena Riga, Riga |

| Schweiz | 11 | – | 3 | Deutschland | 6. Dezember 2016 | Arena Riga, Riga |

### Gruppe B
| Platz | Land       | Sp | S | U | N | +  | -  | Pkt |
| ----- | ---------- | -- | - | - | - | -- | -- | --- |
| 1.    | Schweden   | 3  | 3 | 0 | 0 | 23 | 8  | 6   |
| 2.    | Tschechien | 3  | 2 | 0 | 1 | 21 | 15 | 4   |
| 3.    | Norwegen   | 3  | 0 | 1 | 2 | 11 | 21 | 1   |
| 4.    | Lettland   | 3  | 0 | 1 | 2 | 10 | 21 | 1   |

| Tschechien | 8 | – | 4 | Norwegen | 3. Dezember 2016 | Arena Riga, Riga |

| Lettland | 2 | – | 7 | Schweden | 3. Dezember 2016 | Arena Riga, Riga |

| Lettland | 3 | – | 9 | Tschechien | 4. Dezember 2016 | Arena Riga, Riga |

| Schweden | 8 | – | 2 | Norwegen | 5. Dezember 2016 | Arena Riga, Riga |

| Schweden | 8 | – | 4 | Tschechien | 6. Dezember 2016 | Arena Riga, Riga |

| Norwegen | 5 | – | 5 | Lettland | 6. Dezember 2016 | Arena Riga, Riga |

### Gruppe C
| Platz | Land       | Sp | S | U | N | +  | -  | Pkt |
| ----- | ---------- | -- | - | - | - | -- | -- | --- |
| 1.    | Dänemark   | 3  | 3 | 0 | 0 | 17 | 5  | 6   |
| 2.    | Slowakei   | 3  | 2 | 0 | 1 | 20 | 11 | 4   |
| 3.    | Polen      | 3  | 0 | 1 | 2 | 10 | 14 | 1   |
| 4.    | Australien | 3  | 0 | 1 | 2 | 7  | 24 | 1   |

| Dänemark | 8 | – | 1 | Australien | 3. Dezember 2016 | Olympia-Sportzentrum Riga, Riga |

| Polen | 4 | – | 6 | Slowakei | 4. Dezember 2016 | Olympia-Sportzentrum Riga, Riga |

| Dänemark | 4 | – | 2 | Polen | 5. Dezember 2016 | Olympia-Sportzentrum Riga, Riga |

| Australien | 2 | – | 12 | Slowakei | 5. Dezember 2016 | Arena Riga, Riga |

| Slowakei | 2 | – | 5 | Dänemark | 6. Dezember 2016 | Olympia-Sportzentrum Riga, Riga |

| Australien | 4 | – | 4 | Polen | 6. Dezember 2016 | Olympia-Sportzentrum Riga, Riga |

### Gruppe D
| Platz | Land     | Sp | S | U | N | +  | -  | Pkt |
| ----- | -------- | -- | - | - | - | -- | -- | --- |
| 1.    | USA      | 3  | 2 | 0 | 1 | 18 | 14 | 4   |
| 2.    | Kanada   | 3  | 2 | 0 | 1 | 8  | 13 | 4   |
| 3.    | Thailand | 3  | 1 | 0 | 2 | 16 | 12 | 2   |
| 4.    | Singapur | 3  | 1 | 0 | 2 | 12 | 15 | 2   |

| USA | 5 | – | 4 | Thailand | 3. Dezember 2016 | Olympia-Sportzentrum Riga, Riga |

| Kanada | 2 | – | 1 | Singapur | 3. Dezember 2016 | Olympia-Sportzentrum Riga, Riga |

| USA | 8 | – | 1 | Kanada | 4. Dezember 2016 | Olympia-Sportzentrum Riga, Riga |

| Thailand | 8 | – | 1 | Singapur | 4. Dezember 2016 | Olympia-Sportzentrum Riga, Riga |

| Thailand | 4 | – | 5 | Kanada | 5. Dezember 2016 | Olympia-Sportzentrum Riga, Riga |

| Singapur | 9 | – | 5 | USA | 6. Dezember 2016 | Olympia-Sportzentrum Riga, Riga |

## Play-offs

### Zwischenrunde
| 7. Dezember 2016 09:00 Uhr | Deutschland | 6:5 (2:1, 1:1, 3:3)                   | USA      | Arena Riga, Riga Zuschauer: 724  |
| 7. Dezember 2016 12:00 Uhr | Estland     | 16:40 (7:2, 3:0, 6:2)                 | Kanada   | Arena Riga, Riga Zuschauer: 497  |
| 7. Dezember 2016 15:00 Uhr | Norwegen    | 4:3 (1:1, 2:2, 1:0)                   | Slowakei | Arena Riga, Riga Zuschauer: 608  |
| 7. Dezember 2016 18:30 Uhr | Lettland    | 5:6 n.PS. (1:2, 4:0, 0:3, 0:0 \| 0:1) | Dänemark | Arena Riga, Riga Zuschauer: 2633 |

### Viertelfinale
| 8. Dezember 2016 15:00 Uhr | Tschechien | 8:2 (2:2, 4:0, 2:0)   | Estland     | Arena Riga, Riga Zuschauer: 833  |
| 8. Dezember 2016 18:00 Uhr | Schweden   | 11:00 (2:0, 5:0, 4:0) | Deutschland | Arena Riga, Riga Zuschauer: 979  |
| 9. Dezember 2016 15:10 Uhr | Schweiz    | 7:2 (1:0, 3:0, 3:2)   | Norwegen    | Arena Riga, Riga Zuschauer: 2960 |
| 9. Dezember 2016 18:00 Uhr | Finnland   | 7:0 (1:0, 4:0, 2:0)   | Dänemark    | Arena Riga, Riga Zuschauer: 3422 |

### Halbfinale
| 10. Dezember 2016 11:45 Uhr | Schweden | 7:2 (2:0, 0:2, 5:0) | Schweiz    | Arena Riga, Riga Zuschauer: 5774 |
| 10. Dezember 2016 16:30 Uhr | Finnland | 4:3 (2:0, 1:2, 1:1) | Tschechien | Arena Riga, Riga Zuschauer: 6445 |

### Spiel um Platz 3
| 11. Dezember 2016 14:45 Uhr | Tschechien | 5:8 (2:3, 1:2, 2:3) | Schweiz | Arena Riga, Riga Zuschauer: 6870 |

### Finale
| 11. Dezember 2016 17:40 Uhr | Finnland | 4:3 n.PS. (2:2, 0:1, 1:0, 0:0 \| 4:2) | Schweden | Arena Riga, Riga Zuschauer: 8350 |

## Platzierungsspiele

### Spiele um Platz 13 – 16
| 7. Dezember 2016 11:00 Uhr | Thailand | 4:3 (0:0, 2:1, 2:2)   | Australien | Olympia-Sportzentrum Riga, Riga Zuschauer: 190 |
| 7. Dezember 2016 14:00 Uhr | Polen    | 14:30 (6:1, 2:1, 6:1) | Singapur   | Olympia-Sportzentrum Riga, Riga Zuschauer: 166 |

#### Spiel um Platz 15
| 9. Dezember 2016 11:00 Uhr | Australien | 9:3 (1:1, 3:1, 5:1) | Singapur | Olympia-Sportzentrum Riga, Riga Zuschauer: 239 |

#### Spiel um Platz 13
| 9. Dezember 2016 14:00 Uhr | Thailand | 4:5 (0:2, 2:2, 2:1) | Polen | Olympia-Sportzentrum Riga, Riga Zuschauer: 175 |

### Spiele um Platz 9 – 12
| 8. Dezember 2016 09:00 Uhr | Slowakei | 7:3 (1:1, 3:0, 3:2)   | USA      | Arena Riga, Riga Zuschauer: 367 |
| 8. Dezember 2016 12:00 Uhr | Kanada   | 01:11 (0:3, 1:5, 0:3) | Lettland | Arena Riga, Riga Zuschauer: 674 |

#### Spiel um Platz 11
| 9. Dezember 2016 12:00 Uhr | USA | 1:0 (0:0, 0:0, 1:0) | Kanada | Arena Riga, Riga Zuschauer: 726 |

#### Spiel um Platz 9
| 9. Dezember 2016 18:30 Uhr | Slowakei | 6:5 n.SD. (0:1, 2:2, 3:2, 1:0) | Lettland | Arena Riga, Riga Zuschauer: 1889 |

### Spiele um Platz 5 – 8
| 10. Dezember 2016 09:00 Uhr | Dänemark    | 6:5 n.SD. (2:1, 3:0, 0:4, 1:0) | Estland  | Arena Riga, Riga Zuschauer: 1326               |
| 10. Dezember 2016 18:30 Uhr | Deutschland | 5:6 n.SD. (1:3, 1:0, 1:2, 0:1) | Norwegen | Olympia-Sportzentrum Riga, Riga Zuschauer: 311 |

#### Spiel um Platz 7
| 11. Dezember 2016 08:00 Uhr | Estland | 4:5 (3:2, 0:2, 1:1) | Deutschland | Arena Riga, Riga Zuschauer: 970 |

#### Spiel um Platz 5
| 11. Dezember 2016 11:00 Uhr | Dänemark | 5:4 n.PS. (0:2, 1:0, 3:2, 0:0 \| 3:2) | Norwegen | Arena Riga, Riga Zuschauer: 2297 |

## Abschlussplatzierungen
| RF | Team               |
| -- | ------------------ |
| 1  | Finnland           |
| 2  | Schweden           |
| 3  | Schweiz            |
| 4  | Tschechien         |
| 5  | Dänemark           |
| 6  | Norwegen           |
| 7  | Deutschland        |
| 8  | Estland            |
| 9  | Slowakei           |
| 10 | Lettland           |
| 11 | Vereinigte Staaten |
| 12 | Kanada             |
| 13 | Polen              |
| 14 | Thailand           |
| 15 | Australien         |
| 16 | Singapur           |

### All-Star-Team
- Bester Torhüter:  Pascal Meier
- Beste Verteidiger:  Krister Savonen,  Tatu Väänänen
- Beste Angreifer:  Alexander Galante Carlström,  Matěj Jendrišák,  Peter Kotilainen